# Aden Abdullah Osman Daar
Aaden Abdullah Osman (“Daar”) surnommé Aaden Adde en raison de sa peau claire (en Somali Aadan Cabdulle Cusmaan Daar, Aadan Cadde) né en 1908 à Beledweyne en Somalie et mort le 8 juin 2007 à Nairobi au Kenya, est un homme politique somalien. Premier président de la République en 1960, il est le premier dirigeant d'un pays africain indépendant à quitter le pouvoir pacifiquement après sa défaite à l'élection présidentielle de 1967.

## Biographie
En 1944, Aden Abdullah Osman Daar rejoint le Club de la jeunesse somalienne qui devient en 1948 la Ligue de la jeunesse somalienne, le premier parti politique du pays, dont il est président de 1954 à 1956 et de 1958 à 1959.
Alors que l'ancienne Somalie italienne est un territoire sous tutelle de l'ONU, administré par l'Italie, Aden Abdullah Osman Daar devient membre du Conseil territorial en 1951 puis de l'Assemblée législative en 1956, dont il est élu président la même année.
Le 1er juillet 1960, en sa qualité de président de l'Assemblée constituante, Aden Abdullah Osman Daar proclame l'indépendance de l'ancienne Somalie italienne qui s'unit avec le Somaliland, indépendant depuis le 26 juin précédent, pour former la République de Somalie. Désigné par la nouvelle Assemblée nationale comme président provisoire pour une durée d'un an, il est élu premier président de la République en juillet 1961 pour un mandat de six ans. Le 14 juin 1967, il tente de se faire réélire par l'Assemblée nationale, mais il est battu par Abdirashid Ali Shermarke. Il quitte alors son poste et, conformément à la Constitution, devient membre de l'Assemblée nationale.
En 1990, il est mis en état d'arrestation par le régime de Mohamed Siad Barre et le reste jusqu'à la chute de ce dernier au début de l'année suivante. Il se retire alors dans sa ferme de Janale, dans le sud du pays.
En 2007, après plusieurs fausses annonces de sa mort, on apprend le 27 mai que l'ancien président se trouve dans un hôpital de Nairobi, dans un état critique, plongé dans le coma.
Il meurt le 8 juin 2007 à l'âge de 98 ans. Un porte-parole de la présidence annonce que le pays observera en son honneur un deuil national de 21 jours et que l'ancien président bénéficiera de funérailles d'État.